# Rumänische Marine

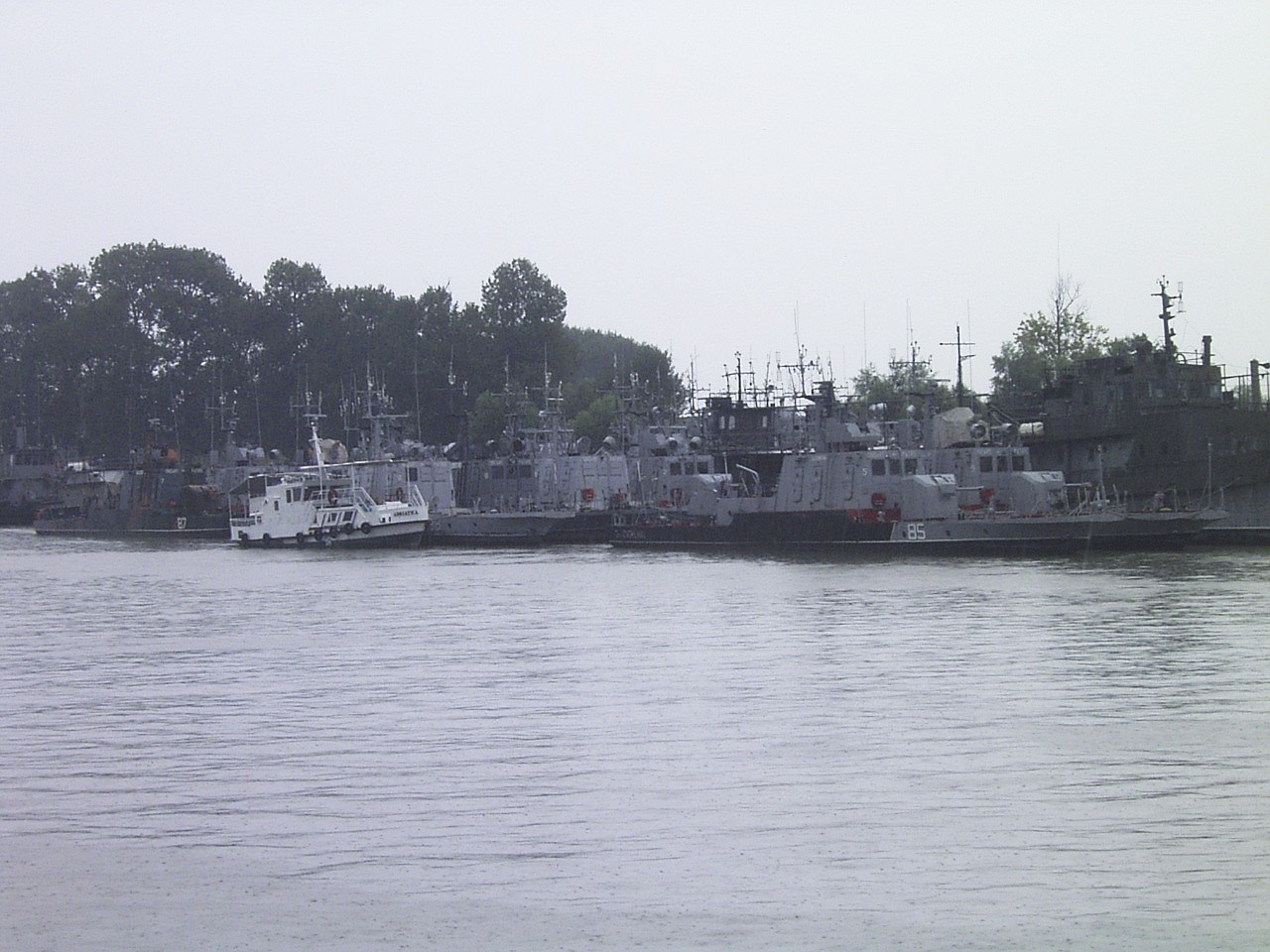
Die rumänische Flussmarine in Tulcea

Die Rumänischen Seestreitkräfte (rumänisch Forțele Navale Române) sind eine Teilstreitkraft der rumänischen Armee.

## Geschichte
Aufgrund der geografischen Gegebenheiten und strategischen Lage am Donaudelta und der Schwarzmeerküste besaßen Marineeinheiten auf dem Gebiet des heutigen Rumäniens immer eine große Bedeutung. Schon in der Antike wurde der Fluss befahren und diente den Römern zeitweise als natürliche Grenze, die sie auch mit Hilfe einer Flotte verteidigten.
Die rumänische Marine, wie man sie heute kennt, entstand im Zuge der Gründung des Nationalstaates in der Zeit zwischen der Rumänischen Revolution von 1848 und der Gründung des Königreichs Rumänien (1881).

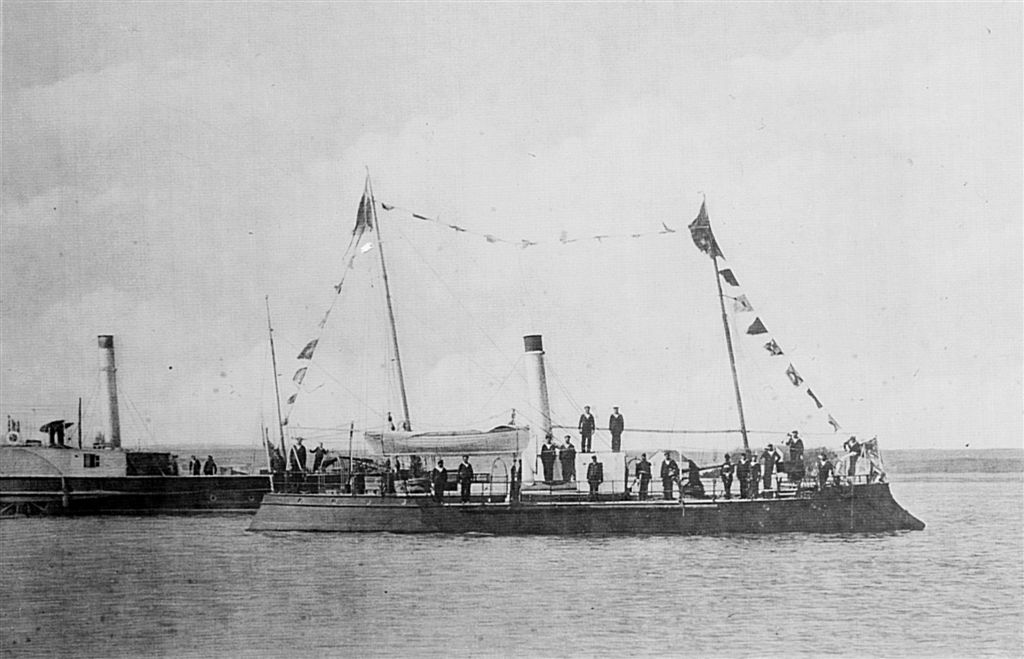
Die Fulgerul – eines der ersten rumänischen Kriegsschiffe
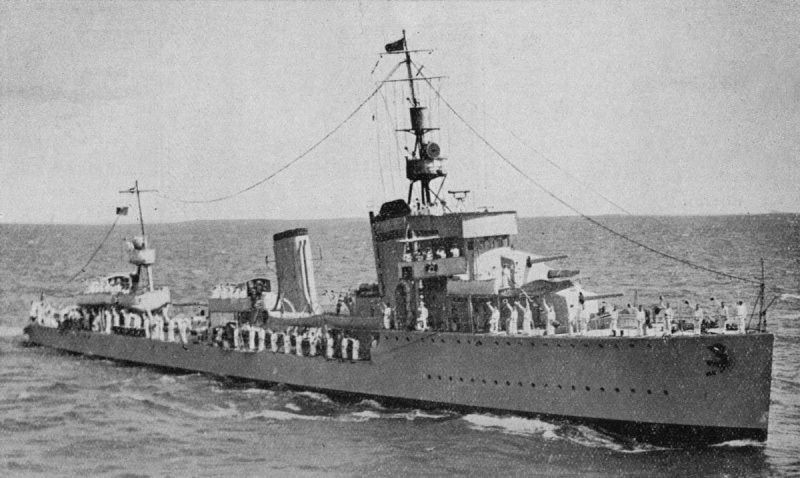
Der Zerstörer Regele Ferdinand (1935)

Die Jahre seit der Revolution von 1989 und die damit verbundene Neuorientierung des Landes in Richtung Westeuropa brachte zahlreiche Veränderungen. Mit der seit 1994 laufenden Teilnahme am NATO-Programm Partnerschaft für den Frieden begann eine Annäherung an das Bündnissystem, die 2004 im Beitritt Rumäniens zur NATO gipfelte. Für die Marine bedeutete dies, wie für die gesamten Streitkräfte, eine vollkommene Um- und Neustrukturierung bei Personal und Technik, die z. T. bis heute andauert. Der Datenstandard Link 11 wird genutzt.

## Organisation
Bei der Marine unterscheidet man noch heute die Meeresflotte und die Flussflottille. Die Flussflottille unterstützt die Garde, verteidigt das Donaudelta und sichert die Grenzflüsse. Die Meeresflotte ist am Schwarzen Meer stationiert, die Flussmarine in Tulcea.
Die rumänischen Seestreitkräfte haben eine Stärke von 5.500 Mann. Sie verfügen neben den beiden Flotten über weitere operative Verbände. Dies sind: die Marineinfanteristen, die Hubschrauberstaffel und die Kampftaucher.
Für die Aus- und Weiterbildung ihres Personals betreibt die Marine mehrere Einrichtungen. Die Ausbildung des Offiziersnachwuchses beispielsweise erfolgt an der Mircea cel Batran Marine-Akademie. Zudem wird von den Seestreitkräften auch das Schulschiff Mircea eingesetzt.
Rumänische Seestreitkräfte (Forţele Navale Române)
Hauptstab der Seestreitkräfte (Statul Major al Fortelor Navale) (Bukarest)
- Flotte (Flota) (Constanța)
  - 56. Fregattenflotille (Flotila 56 fregate)
    - 3 Fregatten: Fregata 111 "Mărăşeşti", Fregata 221 "Regina Maria", Fregata 222 "Regele Ferdinand"
    - 256. Hubschraubergruppe (Grupul 256 Elicoptere) (Constanța – Tuzla)
      - 3 IAR 330 PUMA Naval Hubschrauber

    - 130. Unterstützungsschiffsabteilung (Divizionul 130 Nave de Sprijin Logistic)
      - Unterstützungsschiff 281 "Constanţa", Seeschlepper "Vârtosul" und " Voinicul", Rettungsschlepperboote 574, 575 und 576

  - 50. Korvettenabteilung (Divizionul 50 corvete) (Mangalia)
    - 4 Patrouillen-/Ubootabwehrkorvetten: Corvete 260 "Amiral Petre Bărbureanu" (Tetal-I), Corvete 263 "Vice-Amiral Eugen Roșca" (Tetal-I), Corvete 264 "Contra-Amiral Eustațiu Sebastian" (Tetal-II), Corvete 265 "Contra-Amiral Horia Măcelaru" (Tetal-II)
    - 3 Torpedoboote der Epitrop-Klasse: Vedete Torpiloare 202 "Smeul", 204 "Vijelia", 209 "Vulcanul"
    - 585. ABC-Abwehrkompanie (Compania 585 Apărare Chimică, Bacteriologică, Radiologică şi Nucleară)

  - 146. Minenleger-Minenräumbootabteilung (Divizionul 146 nave minare – deminare) (Constanța)
    - 4 Minenräumerboote: Dragor Maritim 24 "Lt. Remus Lepri", Dragor Maritim 25 "Lt. Lupu Dinescu", Dragor Maritim 29 "Lt. Dimitrie Nicolescu", Dragor Maritim 30 "S.Lt. Alexandru Axente"
    - 1 Minenleger: Puitor de Mine 274 "V.Am. Constantin Bălescu"

  - 150. Seezielflugkörperkorvetenabteilung (Divizionul 150 rachete navale) (Mangalia)
    - 3 Tarantul-Klasse Korvetten: Nava Purtătoare de Rachetă 188 "Zborul", Nava Purtătoare de Rachetă 189 "Pescăruşul", Nava Purtătoare de Rachetă 190 "Lăstunul"

  - 508. Küstenseezielflugkörperabteilung (Divizionul 508 Rachete de Coastă)
    - 4 SS-N-2 Styx Bodenstartfahrzeuge
- Flussflotillenkommando "Mihail Kogălniceanu" (Comandamentul Flotilei Fluviale "Mihail Kogălniceanu") (Brăila)
  - 307. Marineinfanteriebataillon (Batalionul 307 infanterie marină) (Babadag)
  - 67. Artillerieschiffsabteilung (Divizionul 67 nave purtătoare de artilerie) (Brăila)
    - 1. Monitorstaffel (Secţia 1 monitoare) (Tulcea)
      - 3 Monitore (monitorul) der Mihail Kogălniceanu Klasse: Monitorul 45 "Mihail Kogălniceanu", Monitorul 46 "Ion C. Brătianu", Monitorul 47 "Lascăr Catargiu"

    - 2. Panzerbootstaffel (Secţia 2 vedete blindate) (Brăila)
      - 5 gepanzerte Patrouillenboote (vedeta blindată) der Smârdan Klasse: Vedeta blindată 176 "Rahova"; Vedeta blindată 177 "Opanez", Vedeta blindată 178 "Smârdan", Vedeta blindată 179 "Posada", Vedeta blindată 180 "Rovine"

  - 88. Flusspatrouillenbootabteilung (Divizionul 88 vedete fluviale) – 12 Flusspatrouillenboote (vedete fluviale) von Typ VD 141
    - 1. Staffel (Divizionul 88 Vedete Fluviale Secția 1) (Brăila)
    - 2. Staffel (Divizionul 88 Vedete Fluviale Secția 2) (Tulcea)

  - 131. Unterstützungsschiffsabteilung (Divizionul 131 nave de sprijin logistic)
    - 1. Unterstützungsschiffsstaffel Brăila (Secţia 1 Nave de Sprijin Logistic Brăila)
    - 2. Unterstützungsschiffsstaffel  Tulcea (Secţia 2 Nave de Sprijin Logistic Tulcea)
- Marinelogistikstützpunkt (Baza Logistică Navală) (Constanța)
  - Kommandoflussschiff "Mureşul" (Nava Fluvială de Comandament "Mureşul")
  - 129. Spezial- und Unterstützungsschiffsabteilung (Divizionul 129 Nave speciale şi de sprijin logistic)
  - 338. Marinetechnikinstandsetzungszentrum (Centrul 338 Mentenanță Tehnică Navală)
  - 335. Logistikstaffel Mangalia (Secția 335 Logistică Mangalia)
  - 329. Logistikstaffel Brăila (Secția 329 Logistică Brăila)
  - 330. Logistikstaffel Constanța (Secția 330 Logistică Constanța)
  - 325. Logistikstaffel Tulcea (Secția 325 Logistică Tulcea)
- selbstständige spezialisierte Einheiten (Structuri specializate distincte) (Constanța)
  - Taucherzentrum (Centrul de Scafandri)[2]
    - Uboot „Delfinul“ (Submarinul „Delfinul”) der Projekt 877 (seit 1996 außer Dienst, benutzt für Schulung)
    - 164. Marinespezialkräfteabteilung (Divizionul 164 Forțe Navale pentru Operații Speciale)
      - Marinespezialkräftegruppen (Grupuri forțe navale pentru operații speciale)
      - Speziale Bootmannschaften von RHIB „Fulgerul“ Boote (Ambarcațiuni speciale (RHIB „Fulgerul”))

    - 175. Taucherschiffsabteilung (Divizionul 175 Nave Scafandri)
      - Kampftaucherstaffel (Secție scafandri de luptă)
        - Angriffskampftaucherdetachement (Detașament scafandri de luptă de incursiune)
        - Sprengstoffskampftauchergruppe (Grup scafandri de luptă EOD)
        - Kampftaucherlogistikunterstützungsschiff „Midia“ (Nava logistică pentru scafandri de luptă „Midia”)

      - Unterseerettungseingreif- und Tiefseetauchenstaffel (Secția intervenție salvare cu scafandri de mare adâncime)
        - Taucherschiff „Grigore Antipa“ (Navă maritimă pentru scafandri „Grigore Antipa”)
          - Tiefseetauchergruppe (Grup scafandri de mare adâncime)

        - Taucherunterstützungs- und Eingreiffsschiff „Grozavul“ (Navă maritimă de sprijin și intervenție cu scafandri „Grozavul”)
        - Taucherspezialschiffsgruppe (Grup nave speciale pentru scafandri)
          - Taucherboot „Saturn“ (Vedetă maritimă pentru scafandri „Saturn”)
          - Taucherboot „Venus“ (Vedetă maritimă pentru scafandri „Venus”)

    - Taucheruntersuchung, Bewertung und Ausbildung (Cercetare, autorizare și formare scafandri)
      - Standardisierung und Zulassung für Taucheraktivitäten (Standardizare și autorizare a activității de scufundare)
      - Grundausbildungs-, Weiterausbildungs- und Umschulungstaucherkurs (Curs formare, pregătire și antrenare scafandri)
      - Tauchungsuntersuchungslabor (Laborator cercetare pătrundere sub apă)
      - Hyperbarisches Labor (Laborator hiperbar)
      - Flusstaucherdetachement (Detașament scafafandri fluviali)

  - Radioelektronik- und Seeüberwachungsbrigade "Callatis" (Brigada radioelectronică și observare "Callatis")
  - Technologiezentrum für Cyberinfo und Cyberverteidigung der Seestreitkräfte (Centrul pentru tehnologia informației și apărare cibernetică al Forțelor Navale)
  - Ausbildungs-, Simulations- und Auswertungszentrum (Centrul de instruire, simulare și evaluare)
  - Seehydrographischer Dienst (Direcția hidrografică maritimă)
  - Marinemedizinzentrum (Centrul de medicină navală)
  - 110. Kommunikations- und Informatikzentrum "Viceamiral ing. Grigore Marteş" (Centrul 110 comunicații și informatică "Viceamiral ing. Grigore Marteş")
  - Unterstützungsbataillon der Seestreitkräfte (Batalionul de sprijin al Forțelor Navale)
  - Marinemuseum (Muzeul Marinei)
- Ausbildungseinrichtungen (Învățământ)
  - Marineakademie ""Mircea cel Batran" (Academia Navală "Mircea cel Batran") (Constanța)
  - Unteroffiziersschule "Amiral Ion Murgescu" (Școala Militară de Maiștri de Marină "Amiral Ion Murgescu") (Constanța)
  - Spezialistenschule "Viceamiral Constantin Bălescu" (Școala de Aplicație "Viceamiral Constantin Bălescu") (Mangalia)
  - Segelschulschiff "Mircea" (Nava școală "Mircea") (Constanța)

## Ausrüstung
Die rumänische Marine verfügt unter anderem über Fregatten, Korvetten und Minenabwehrfahrzeuge, sowie zahlreiche Hilfsschiffe und Flusspatrouillenboote.
Speziell für den Einsatz als Bordhubschrauber der Fregatten wurden zu Beginn des 21. Jahrhunderts drei Einheiten des Typs IAR 330  ausgerüstet und in den Jahren 2007 bis 2008 in Dienst gestellt.

### Kampfeinheiten
| Schiffsklasse                    | Foto      | Herkunft               | Schiffe | Verdrängung | Anmerkungen |
| Fregatten                        | Fregatten | Fregatten              | Fregatten | Fregatten   | Fregatten |
| -------------------------------- | --------- | ---------------------- | --- | ----------- | --- |
| Mărășești                        |           | Rumänien               | Mărășești (F 111) | 5790 t      | Seit 1986 in Dienst (bis 1990 als Muntenia)                                                                            |
| Broadsword                       |           | Vereinigtes Königreich | Regele Ferdinand (F 221) Regina Maria (F 222)                                                                                                  | 4800 t      | ehemalige Einheiten der britischen Marine, im Jahr 2004 erworben, allerdings ohne wesentliche zugehörige Waffensysteme |
| Korvetten                        |           |                        | |             | |
| Tetal ITetal II                  |           | Rumänien               | Amiral Petre Bărbuneanu (F 260) Vice-Amiral Eugeniu Roșca (F 263)Contraamiral Eustațiu Sebastian (F 264) Contraamiral Horia Macellariu (F 265) | 1626 t      | in den 1980er Jahren in Dienst gestellt                                                                                |
| Projekt 1241.1 (Tarantul-Klasse) |           | Sowjetunion            | Zborul (F 188) Pescărușul (F 189) Lăstunul (F 190)                                                                                             | 469 t       | |
| Minenabwehrfahrzeuge             |           |                        | |             | |
| Sandown-Klasse                   |           | Vereinigtes Königreich | Sublocotenent Ion Ghiculescu (M 270) Capitan Constantin Dumitrescu (M 271)                                                                     | 450 t       | ehemalige Einheiten der britischen Marine                                                                              |

### Flusspatrouillenboote
| Schiffsklasse                        | Foto                        | Herkunft                    | Schiffe                                                                 | Verdrängung                 | Anmerkungen |
| Flussmonitore (3 in Dienst)          | Flussmonitore (3 in Dienst) | Flussmonitore (3 in Dienst) | Flussmonitore (3 in Dienst)                                             | Flussmonitore (3 in Dienst) | Flussmonitore (3 in Dienst) |
| ------------------------------------ | --------------------------- | --------------------------- | ----------------------------------------------------------------------- | --------------------------- | --- |
| Mihail Kogălniceanu                  |                             | Rumänien                    | F-45 Mihail Kogălniceanu F-46 Ion C. Brătianu F-47 Lascăr Catargiu      | 522 t                       | 1993 in Dienst gestellt 1994 in Dienst gestellt 1996 in Dienst gestellt                                                                 |
| Flusskanonenboote (5 in Dienst)      |                             |                             |                                                                         |                             | |
| Smârdan                              |                             | Rumänien                    | F-176 Rahova F-177 Opanez F-178 Smârdan F-179 Posada F-180 Rovine       | 370 t                       | 1987 in Dienst gestellt 1989 in Dienst gestellt 1990 in Dienst gestellt 1993 in Dienst gestellt                                         |
| Flusspatrouillenboote (13 in Dienst) |                             |                             |                                                                         |                             | |
| VD 141                               |                             | Rumänien                    | F-142 F-143 F-147 F-148 F-149 F-150 F-151 F-153 F-157 F-159 F-163 F-165 | 100 t                       | Alle um 1980 in Dienst gestellt, ursprünglich Flußminenleger, organisiert in zwei Abteilungen, eine in Brăila und die andere in Tulcea. |
| ESM12                                |                             | Rumänien                    | 522 Eugeniu Botez                                                       |                             | 2022 in Dienst gestellt, Schnelles Eingreif-Motorboot für Marinesoldaten, EOD-Spezialisten und Marinetaucher.                           |

### Hilfsschiffe
| Schiffsklasse | Foto         | Herkunft        | Schiffe      | Verdrängung  | Anmerkungen  |
| Schulschiffe  | Schulschiffe | Schulschiffe    | Schulschiffe | Schulschiffe | Schulschiffe |
| ------------- | ------------ | --------------- | ------------ | ------------ | ------------ |
| Gorch Fock    |              | Deutsches Reich | Mircea       | 1500 t       |              |

### Luftfahrzeuge
| Luftfahrzeuge | Bild | Herkunft | Verwendung       | Version            | Aktiv | Bestellt | Anmerkungen                           |
| ------------- | ---- | -------- | ---------------- | ------------------ | ----- | -------- | ------------------------------------- |
| IAR 330       |      | Rumänien | Bordhubschrauber | IAR-330 PUMA Naval | 3     |          | Lizenznachbau der Aérospatiale SA 330 |